# Ignacio Zaragoza (Durango)
Ignacio Zaragoza es una localidad del estado mexicano de Durango. Es parte del municipio de General Simón Bolívar.

## Toponimia
El nombre de la localidad rinde homenaje a Ignacio Zaragoza, general mexicano partícipe de la Segunda intervención francesa en México en favor del bando republicano.

## Demografía
| Gráfica de evolución demográfica |
|                                  |

| Censo | Población |
| ----- | --------- |
| 1921  | 202       |
| 1930  | 292       |
| 1940  | 317       |
| 1950  | 432       |
| 1960  | 679       |
| 1970  | 421       |
| 1980  | 952       |
| 1990  | 1 019     |
| 2000  | 908       |
| 2010  | 1 019     |
| 2020  | 1 122     |